# Друге дитинство
«Друге дитинство» (англ. Second Childhood) — американська короткометражна кінокомедія режисера Гаса Майнса 1936 року.

## Сюжет
Самотня, багата іпохондричка святкує свій 65-й день народження так само, як і інші 364 днів в році, скаржачись та лаючи слуг. Але іграшковий літак прилітає через відкрите вікно і розбиває вазу, і коли його власник, Спенкі, приходить в пошуках його, йому повідомляють, що доведеться заплатити сімдесят п'ять центів за розбиту вазу.

## У ролях
- Джордж «Спенкі» МакФарланд — Спенкі
- Карл «Алфалфа» Світцер — Алфалфа
- Дарла Гуд — Дарла
- Біллі «Баквіт» Томас — Баквіт
- Євген «Поркі» Лі — Поркі
- Дікі Де Нует — Дікі
- Зеффі Тілбурі — бабуся
- Сідні Брейсі — Гобсон, дворецький
- Гретта Гулд — прислуга